# Jun Yamazaki
Det här är en artikel om en person med japanskt personnamn; Yamazaki är familjenamnet.
Jun Yamazaki (japanska: 山崎 潤?, Yamazaki Jun), född 22 september 1956, är en japansk diplomat. Han var Japans ambassadör i Sverige åren 2015–2018. Sedan 2018 är han Japans ambassadör i Singapore.
Yamazaki var Japans tredje FN-ambassadör i New York.